# Paepalanthus convexus
Paepalanthus convexus là một loài thực vật có hoa trong họ Eriocaulaceae. Loài này được Gleason mô tả khoa học đầu tiên năm 1931.

## Hình ảnh

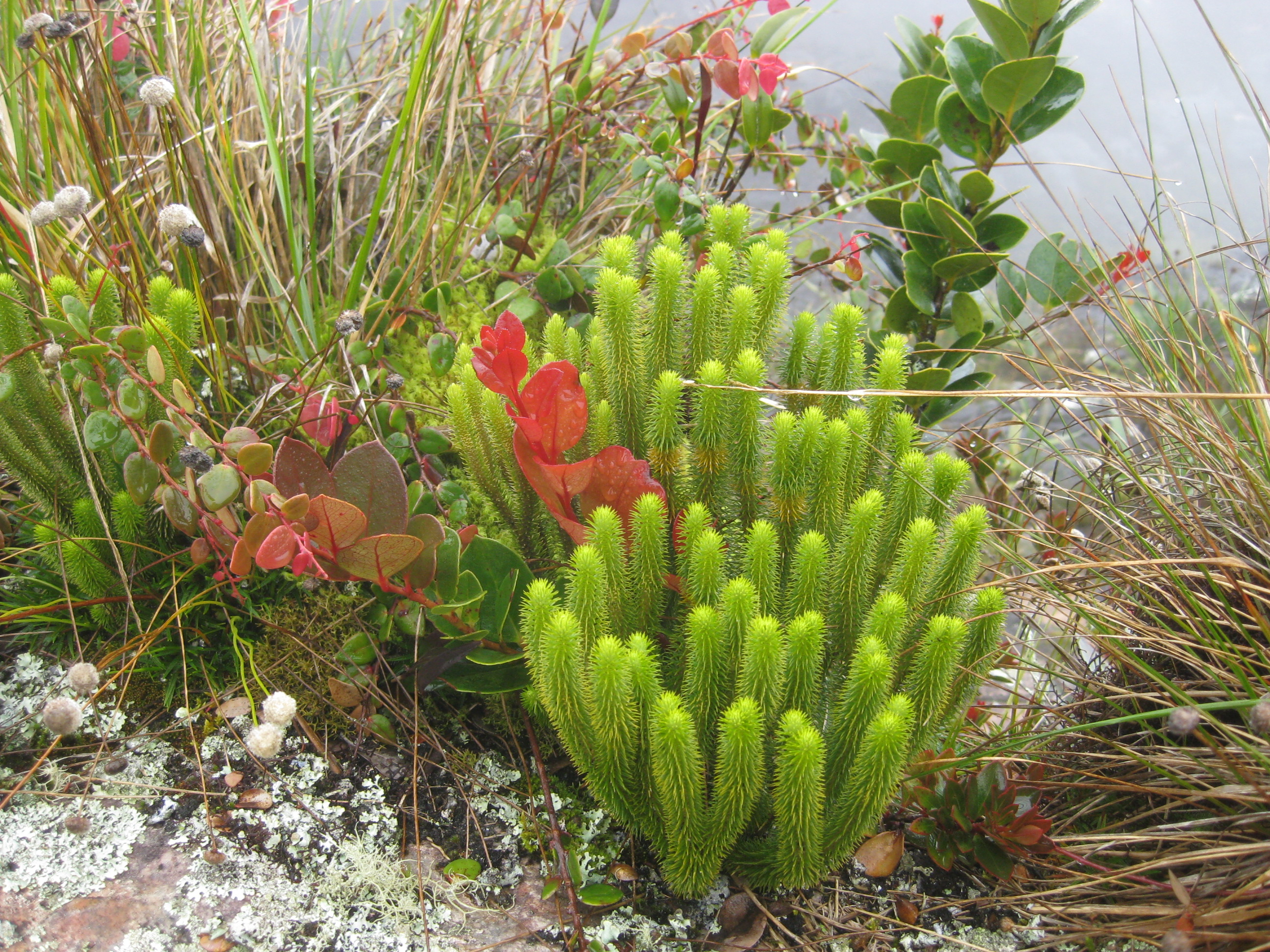
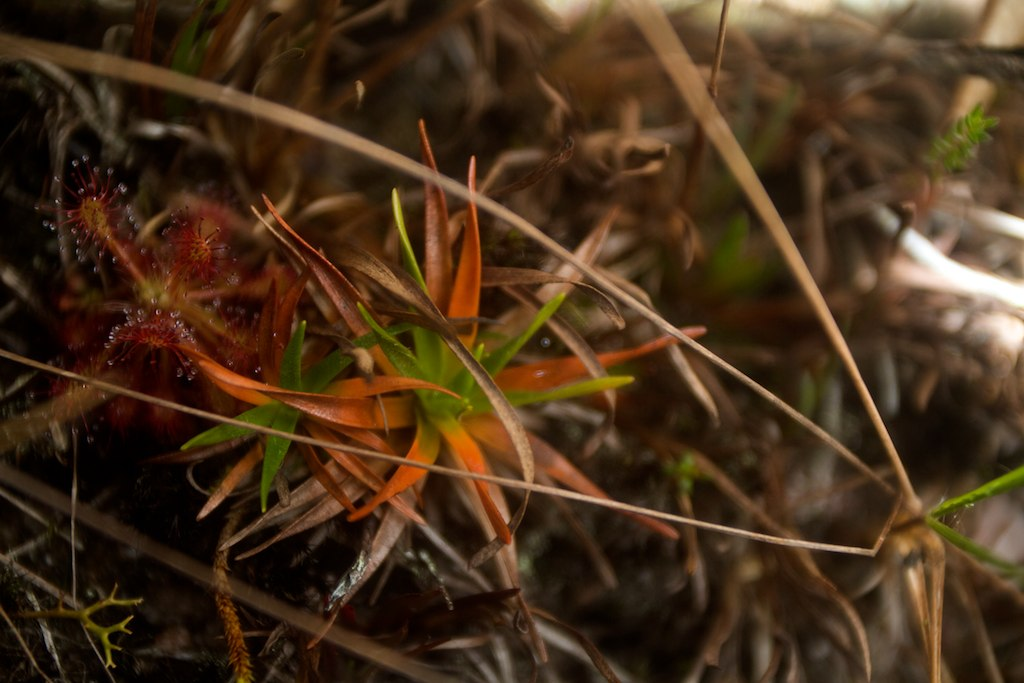